# Almeas jugando al ajedrez
Almeas jugando al ajedrez es una pintura realizada en 1870 por el pintor académico francés Jean-Léon Gérôme. Esta pintura al óleo sobre lienzo de 65,7 × 54,8 cm es parte de una colección privada. La obra se enmarca dentro del género orientalista, movimiento artístico que se inspira en las culturas y paisajes de Oriente, término que aquí se refiere principalmente a Oriente Próximo y el Norte de África.

## Antecedentes y tema
La obra representa una escena de la vida en el Egipto otomano, con una almea (cantante y música egipcia de gran calidad, a menudo llamada a los harenes para instruir y entretener a las esposas de los señores ricos). El término "almeh" se utilizaba como eufemismo para la más famosa bailarina erótica, la ghawazi especializada en la danza del vientre, después de su prohibición en 1834.
Las almeas no actuaban en público, como las ghawazi, pero los occidentales las confundían y bajo el primer nombre son representadas las segundas con frecuencia en las obras de Gérôme.

## Descripción
La escena representa a dos mujeres en un interior sentadas en una jaula de madera, utilizando el objeto como banco. Una de ellas, vestida con un traje tradicional de ghawazi, lleva pantalones bombachos muy anchos amarillos, un chaleco rojo, una gasa interior de tul negro transparente y un tocado de tela decorado. La rodilla alzada la sujeta con las manos entrelazadas, con la izquierda sosteniendo una pipa chibuquí (pipa oriental de boquilla mucho más larga que la occidental) humeante, mientras parece estar concentrada en el juego. Lleva un collar dorado grande, cargado de medallas. La otra mujer, vestida con un manto azul de estilo antiguo, toca el tablero de ajedrez con su mano derecha mientras su mano izquierda descansa sobre el frente de la jaula. El manto azul cubre su cabeza, pero sus brazos y cuello están expuestos, lo que no era típico de la vestimenta de las mujeres musulmanas.
La obra también presenta a un hombre de pie junto a las dos mujeres, un basi-bozuk, un soldado irregular del ejército otomano, observando atentamente el juego. La decoración es rica en detalles, con elementos típicos de la arquitectura oriental. Al fondo, otro hombre vierte agua preparando café en un fogón, mientras un grupo de hombres fuma en pipa o charla al fondo más allá de un arco, en la penumbra.
Un rayo de luz desde una abertura en el techo rústico ilumina la escena, reforzando la atmósfera íntima y misteriosa del lugar. Toda la composición se hace eco de una escena cotidiana, pero marcada por la sensualidad y el exotismo, dos temas recurrentes en la obra de Gérôme.
En el borde del tablero de ajedrez se puede distinguir la firma del artista, J. L. GEROME.

## Otras de sus obras protagonizadas por almeas

La almea.
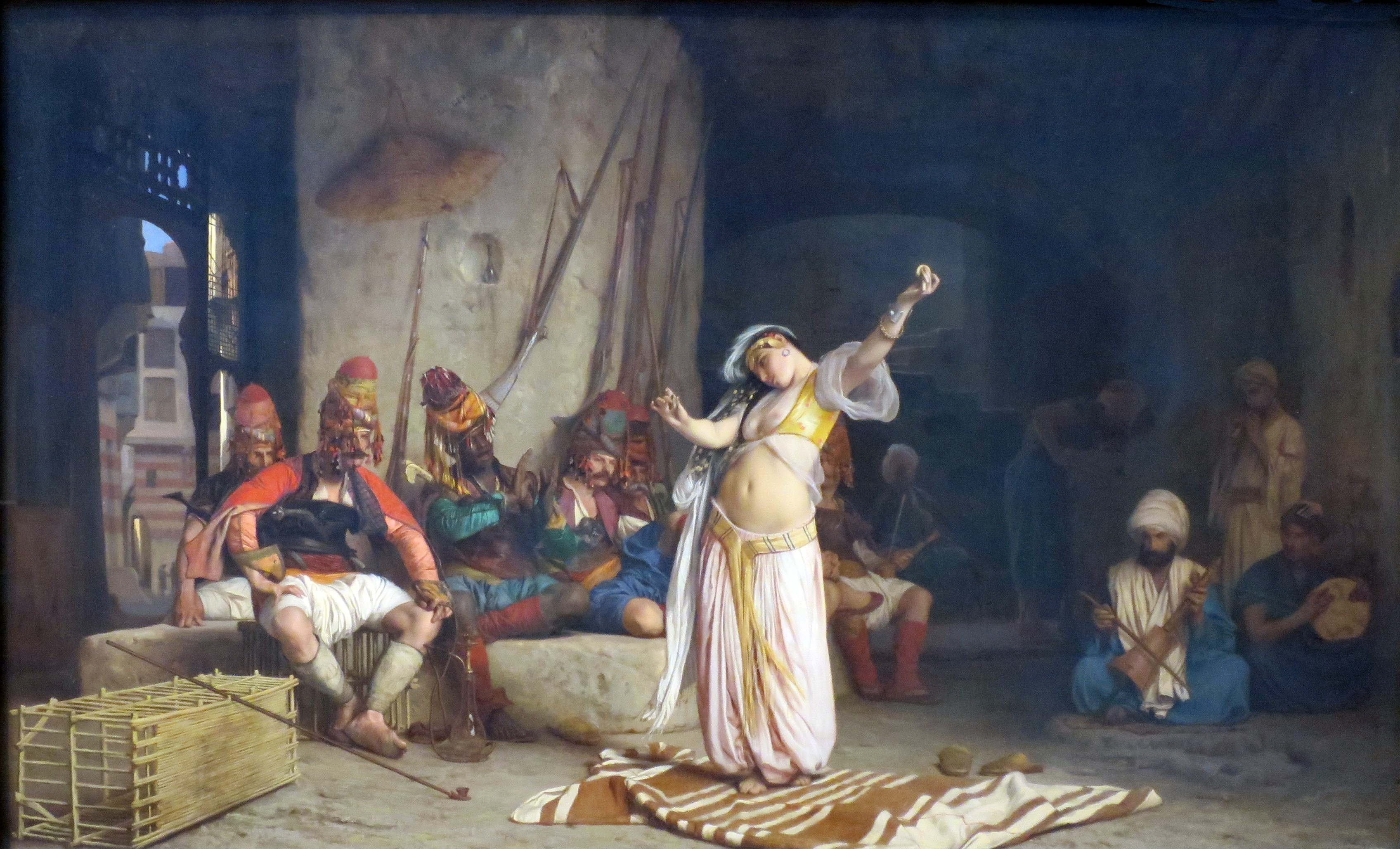
Almea de El Cairo.
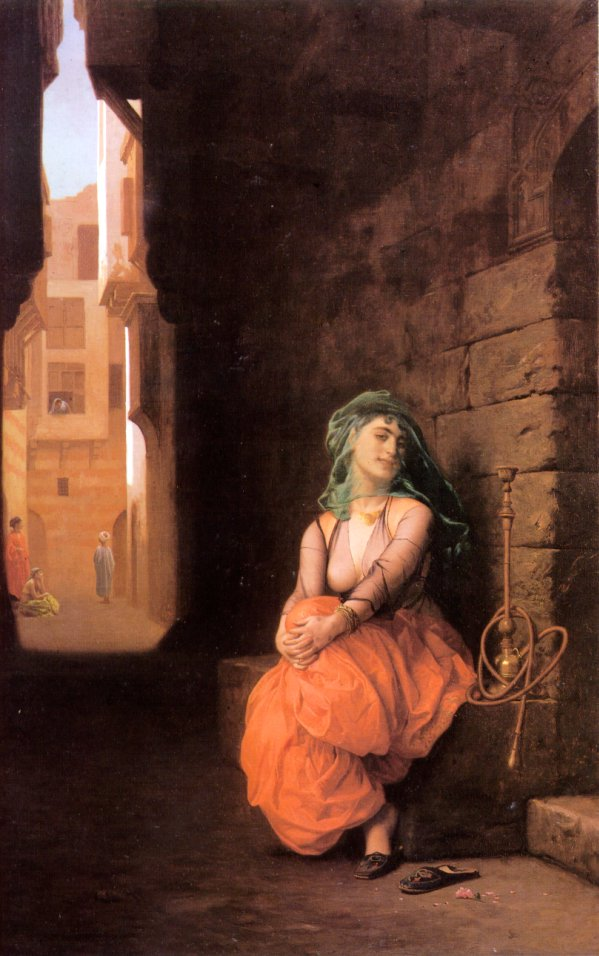
Chica árabe con narguile.

## Contexto histórico e influencia de Gérôme
Jean-Léon Gérôme tuvo la oportunidad de estudiar a las bailarinas durante su viaje al oasis de Fayum en 1868. Acompañado por su compañero de viaje, Paul Lenoir, Gérôme conoció en Sinuris a un grupo de ghawazis, a quienes invitaron a unirse a ellos. El cuñado de Gérôme, Albert Goupil, tomó fotografías de estas mujeres y el artista negoció ropa para sus modelos a su regreso a Francia. Estos encuentros tuvieron una influencia significativa en su obra y produjo varias pinturas que representan a estas mujeres, a menudo en poses sensuales, vestidas con amplios pantalones de seda y blusas diáfanas.
El trabajo de Gérôme sobre las almeas (ghawazis), y más generalmente su exploración de las culturas orientales, tuvo un impacto duradero en el arte occidental decimonónico. Sus obras históricas y las orientalistas fueron muy apreciadas y ampliamente reproducidas en grabados hasta la Primera Guerra Mundial. Aunque a veces se critica al artista por su exotismo y su visión estereotipada de Oriente, sus obras siguen estando entre los ejemplos más fascinantes del orientalismo académico, una estética que combina la fascinación, la sensualidad y la búsqueda de la verdad histórica a través del prisma de la cultura europea.

## Origen
A lo largo de su primer siglo, la obra tuvo varios propietarios y fue expuesta en prestigiosas galerías::
- Mme T. A. Scott, Filadelfia (1885-1895),
- Colección privada, Estados Unidos, hasta 1904.
- Galerías Newhouse, Nueva York.
- Le Nelson-Atkins Museum of Art, Kansas City (adquirida en 1932).
- Galerías Schoneman, Nueva York (adquirida en mayo de 1947).
- Venta en Christie's, Nueva York, 27 de octubre de 1983 (lot. 82).
- Galería Mathaf, Londres.